# Nordlys (dokumentarfilm)
|  | Denne artikel er oprettet af botten Steenthbot ud fra en ekstern database. Den kan derfor have sproglige fejl eller mangler. Denne skabelon kan fjernes efter kontrol af indholdet. |

 For alternative betydninger, se Nordlys (flertydig). (Se også artikler, som begynder med Nordlys)
Nordlys er en dansk dokumentarfilm fra 2009 instrueret af Kristoffer Kiørboe.

## Handling
To brødre skal på en rejse sammen, for at finde et nærvær, der ikke længere tilhører dem. Men det bliver ikke nogen let rejse. Storebror Samuel har en hjerneskade, mens lillebror Simons tvivl er sværere at diagnosticere. Simon og Samuel er taget af sted for at finde nordlyset. Men hvordan finder man nordlyset, og hvordan finder man lyset i sig selv?

## Medvirkende
- Simon Sears
- Samuel Sears